# Galaktyka Słonecznik
Galaktyka Słonecznik (Messier 63, M63, NGC 5055) – galaktyka spiralna w gwiazdozbiorze Psów Gończych. Odkrył ją Pierre Méchain 14 czerwca 1779 roku, był to pierwszy odkryty przez niego tego typu obiekt. Tego samego dnia M63 znalazła się w katalogu Messiera. William Parsons wymienia M63 jako jedną z 14 „spiralnych mgławic” odkrytych do 1850.

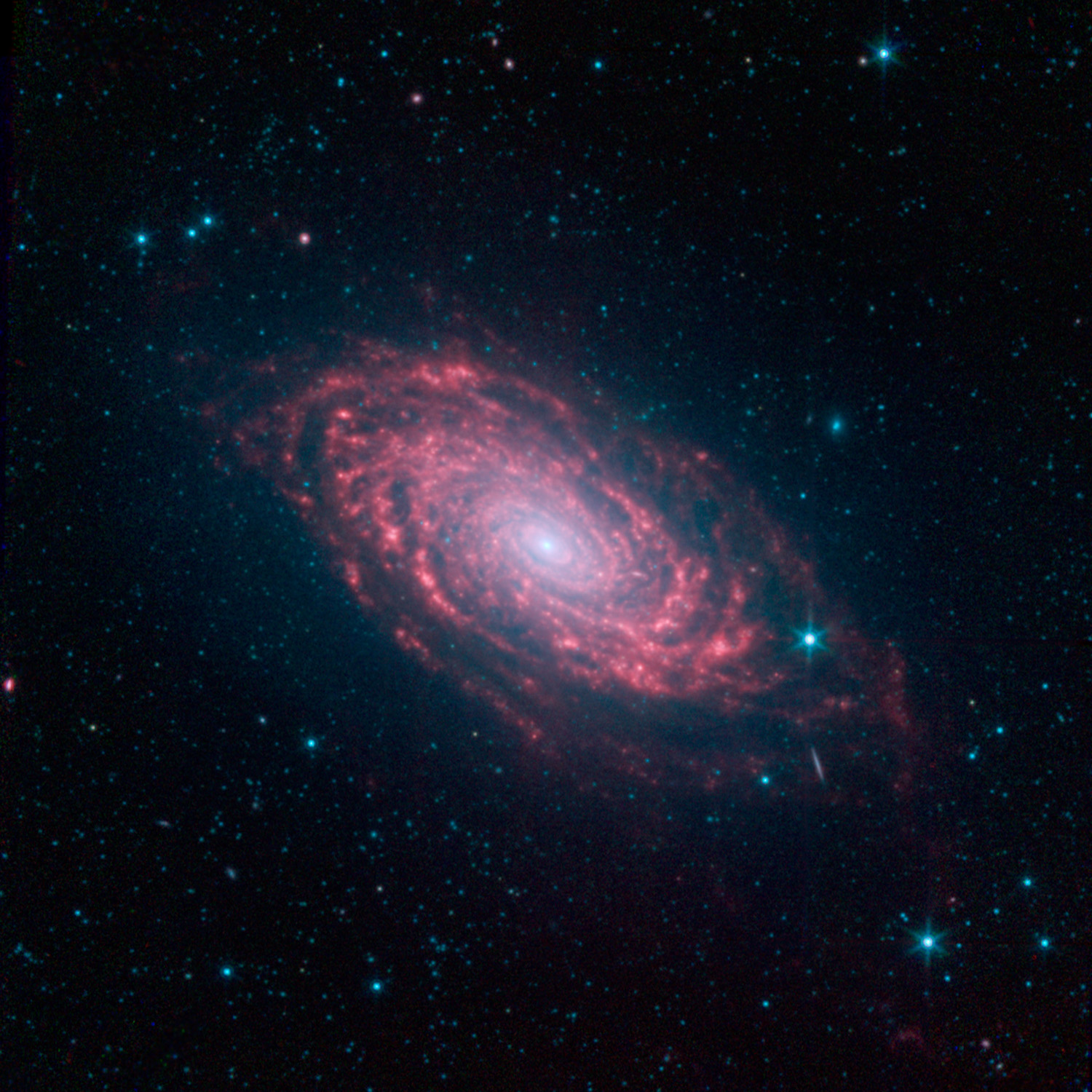
Zdjęcie w podczerwieni z Teleskopu Spitzera

Galaktyka Słonecznik należy do tej samej grupy co położona 6° na północ galaktyka M51.
W ramionach spiralnych Galaktyki Słonecznik odkryto chmury molekularne o masach rzędu miliona mas Słońca i rozmiarach ok. 100 pc.
Do tej pory w M63 zaobserwowano jedną supernową – SN 1971I. Rozbłysła 25 maja 1971 r., należała do typu I, osiągnęła jasność 11,8m.